# Axarquía
La Axarquía (se prononce [a.xar'ki.a]) est l’une des 9 comarques de la province de Malaga, qui se situe dans le sud de l’Espagne.

La comarque représente la partie orientale de la province de Malaga, au pied de la Sierra Tejeda y Almijara. Le relief est très escarpé, entre 0 et 600 m. Le nom vient de l'arabe Ash-sharquía (الشرقية), qui signifie l'oriental.

## Municipalités
- Alcaucín
- Alfarnate
- Alfarnatejo
- Algarrobo (Espagne)
- Almáchar
- Archez
- Arenas
- Benamargosa
- Benamocarra
- El Borge
- Canillas de Aceituno
- Canillas de Albaida
- Colmenar
- Comares
- Cómpeta
- Cútar
- Frigiliana
- Iznate
- Macharaviaya
- Moclinejo
- Nerja
- Periana
- Rincón de la Victoria
- Riogordo
- Salares
- Sayalonga
- Sedella
- Torrox
- Totalán
- Vélez-Málaga
- Viñuela